# Contraste (joyería)

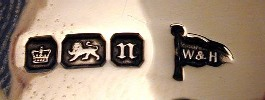
Contrastes británicos en plata

Un contraste o sello de contraste es una marca que se graba en los objetos realizados con metales preciosos como garantía de su pureza. Son cincelados con un punzón en los objetos de oro, plata o platino por un taller o laboratorio oficialmente acreditado para realizar contrastes de pureza química sobre las muestras de metal. Estas marcas se estampan en lugares poco visibles del objeto y en caso de que este tenga piezas desmontables o independientes como tapa, asas, etc., deben estar presentes en cada parte de metal noble.
La normativa difiere según los países y las distintas tradiciones pero generalmente consiste en una marca indicando la pureza o calidad del metal. A esta se le pueden añadir otras como la del fabricante, la autoridad reguladora y en países como Francia y Gran Bretaña un sistema para fechar las piezas. En la actualidad hay un esfuerzo por normalizar las regulaciones en los distintos países para favorecer el control y el comercio internacional.

## Historia
Si bien las primeras marcas de control se han hallado en piezas bizantinas del siglo IV, la primera normativa europea apareció en Francia con el Estatuto de Orfebres de 1260, promulgado por Etienne Bouleau, preboste de París durante el reinado de Luis IX.
También llamado sello de contraste (hallmark en inglés) una pequeña marca hecha el metal con un cincel o punzón y sirven para garantizar su pureza, indicarnos el orfebre o el laboratorio oficial donde se hizo el análisis. Normalmente, esta pequeña marca en los anillos va picada (grabada) en la parte interior y en collares, pulseras, agujas, etc.,  muchas veces están marcadas en el cierre, partes posteriores o cantos de forma que no desmerezcan la pieza.

## Marco legal
El contraste es obligatorio para todas las piezas de metal noble que tiene que ser vendidas como joya y consta de tres pequeñísimas marcas; la primera nos dice la pureza del oro, por ejemplo 750 (750 milésimas), nos indica que el oro tiene 18 quilates, la segunda marca nos indica el laboratorio oficial donde se ha hecho el análisis de su pureza y la tercera marca es la del artesano, (para ver los contrastes, hay que utilizar una pequeña lupa de 10 aumentos mínimo)
En muchos casos y con el fin de ahorrar los impuestos estatales, costes de análisis y otros costos, se venden algunas piezas sin contrastar o sólo llevando el contraste del artesano. Esto en teoría no está permitido por la ley, pero en el caso de que el comprador lo acepte por total confianza con el vendedor, debe exigirle una pequeña rebaja en el precio y no estaría mal que disponga de una "piedra de toque", para poder comprobar personalmente la calidad de la pieza que ha comprado.